# Nerbis
Nerbis est une commune française située dans le département des Landes en région Nouvelle-Aquitaine.

## Géographie

### Localisation
Nerbis est une commune de Haute-Chalosse baignée par l’Adour et située à mi-chemin de Dax et de Mont-de-Marsan.
Situé sur un plateau, au milieu d'un relief très vallonné, l'endroit présentait jadis un intérêt stratégique en raison de sa position panoramique, duquel on peut voir, de ses cent-dix mètres d’altitude, au sud, la chaîne des Pyrénées, au nord-ouest, la vallée de l’Adour, et au nord et à l’est, l’immense forêt des Landes.

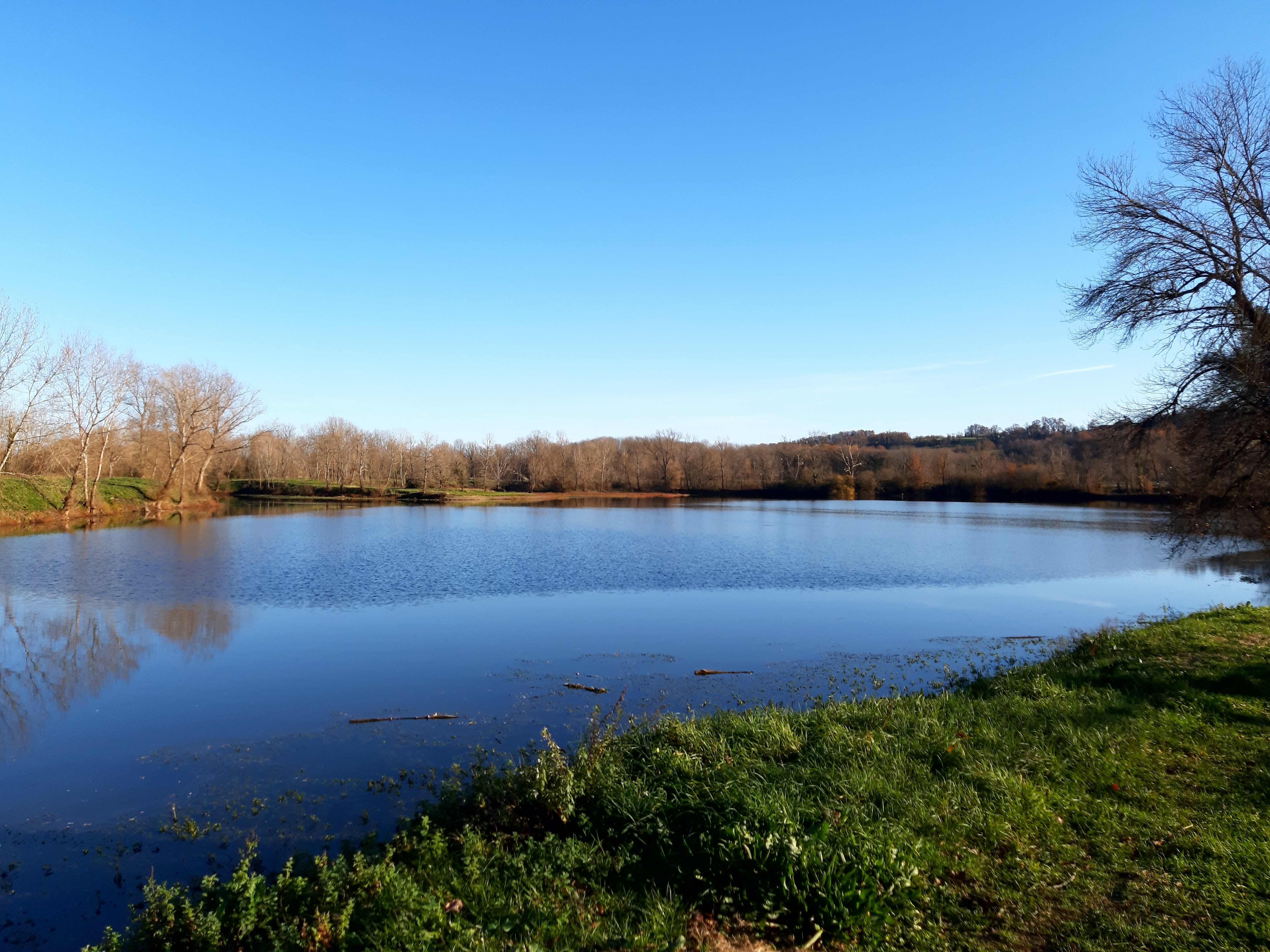
Lac de Nerbis

### Communes limitrophes
Les communes limitrophes sont  Hauriet, Mugron, Souprosse et Toulouzette.
|        | Souprosse |             |
|        | Nerbis    | Toulouzette |
| Mugron |           | Hauriet     |

### Climat
Pour des articles plus généraux, voir Climat de la Nouvelle-Aquitaine et Climat des Landes.
Historiquement, la commune est exposée à un climat océanique aquitain.  
En 2020, Météo-France publie une typologie des climats de la France métropolitaine dans laquelle la commune est exposée à un climat océanique et est dans la région climatique  Aquitaine, Gascogne, caractérisée par une pluviométrie abondante au printemps, modérée en automne, un faible ensoleillement au printemps, un été chaud (19,5 °C), des vents faibles, des brouillards fréquents en automne et en hiver et des orages fréquents en été (15 à 20 jours).
Pour la période 1971-2000, la température annuelle moyenne est de 13,4 °C, avec une amplitude thermique annuelle de 14 °C. Le cumul annuel moyen de précipitations est de 1 137 mm, avec 12,3 jours de précipitations en janvier et 7,7 jours en juillet. Pour la période 1991-2020, la température moyenne annuelle observée sur la station météorologique la plus proche, située sur la commune de Bégaar à 12 km à vol d'oiseau, est de 13,8 °C et le cumul annuel moyen de précipitations est de 1 114,1 mm,. Pour l'avenir, les paramètres climatiques de la commune estimés pour 2050 selon différents scénarios d'émission de gaz à effet de serre sont consultables sur un site dédié publié par Météo-France en novembre 2022.

## Urbanisme

### Typologie
Au 1er janvier 2024, Nerbis est catégorisée commune rurale à habitat dispersé, selon la nouvelle grille communale de densité à sept niveaux définie par l'Insee en 2022.
Elle est située hors unité urbaine et hors attraction des villes,.

### Occupation des sols

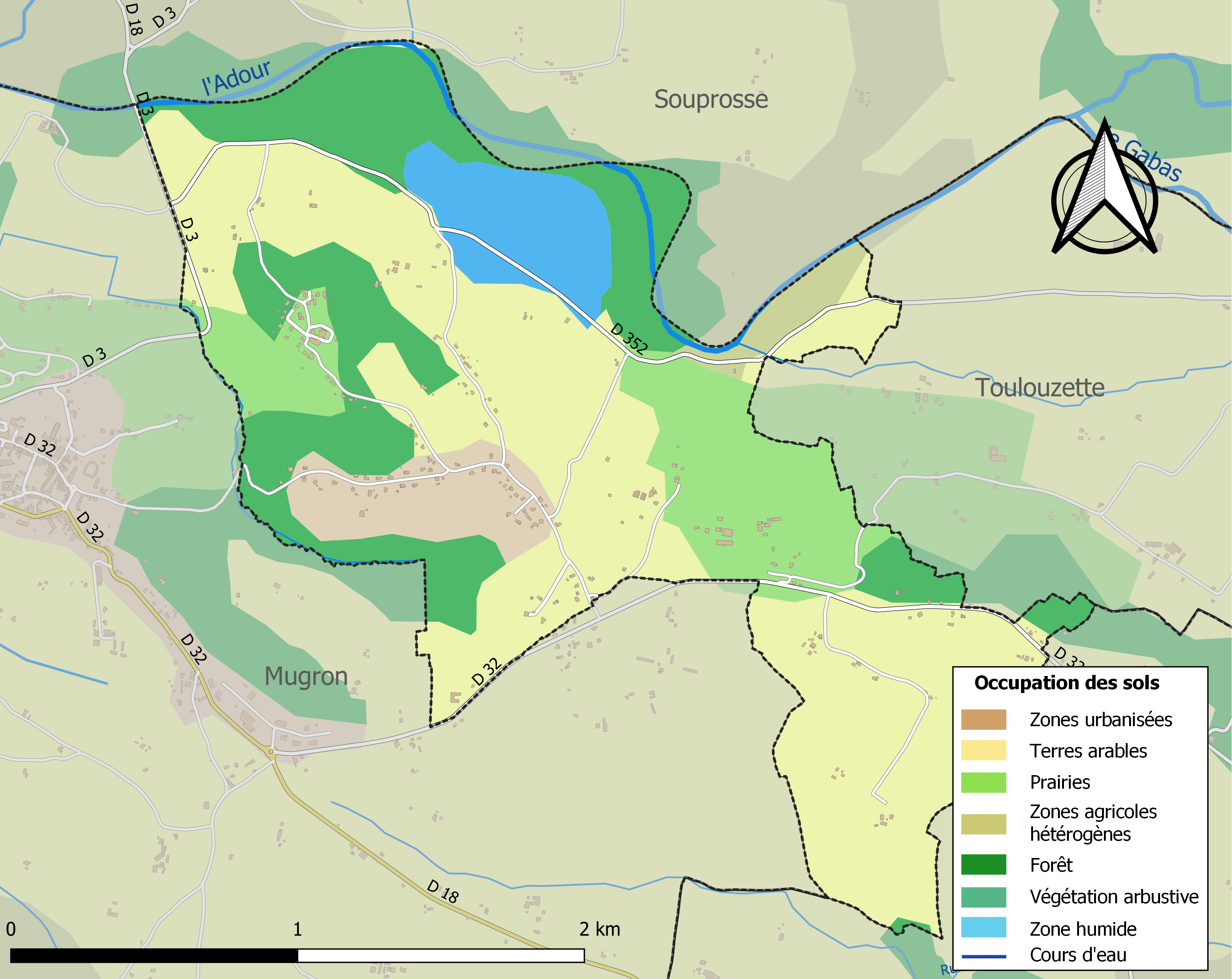
Carte des infrastructures et de l'occupation des sols de la commune en 2018 (CLC).

L'occupation des sols de la commune, telle qu'elle ressort de la base de données européenne d’occupation biophysique des sols Corine Land Cover (CLC), est marquée par l'importance des territoires agricoles (64,7 % en 2018), en augmentation par rapport à 1990 (62,4 %). La répartition détaillée en 2018 est la suivante : terres arables (48,3 %), forêts (23,1 %), prairies (14 %), eaux continentales (6,2 %), zones urbanisées (5,9 %), zones agricoles hétérogènes (2,4 %). L'évolution de l’occupation des sols de la commune et de ses infrastructures peut être observée sur les différentes représentations cartographiques du territoire : la carte de Cassini (XVIIIe siècle), la carte d'état-major (1820-1866) et les cartes ou photos aériennes de l'IGN pour la période actuelle (1950 à aujourd'hui).

### Risques majeurs
Le territoire de la commune de Nerbis est vulnérable à différents aléas naturels : météorologiques (tempête, orage, neige, grand froid, canicule ou sécheresse), inondations, mouvements de terrains et séisme (sismicité faible). Un site publié par le BRGM permet d'évaluer simplement et rapidement les risques d'un bien localisé soit par son adresse soit par le numéro de sa parcelle.
Certaines parties du territoire communal sont susceptibles d’être affectées par le risque d’inondation par débordement de cours d'eau, notamment l'Adour. La commune a été reconnue en état de catastrophe naturelle au titre des dommages causés par les inondations et coulées de boue survenues en 1989, 1999 et 2009,.
Les mouvements de terrains susceptibles de se produire sur la commune sont des affaissements et effondrements liés aux cavités souterraines (hors mines) et des tassements différentiels. Par ailleurs, afin de mieux appréhender le risque d’affaissement de terrain, un inventaire national permet de localiser les éventuelles cavités souterraines sur la commune.

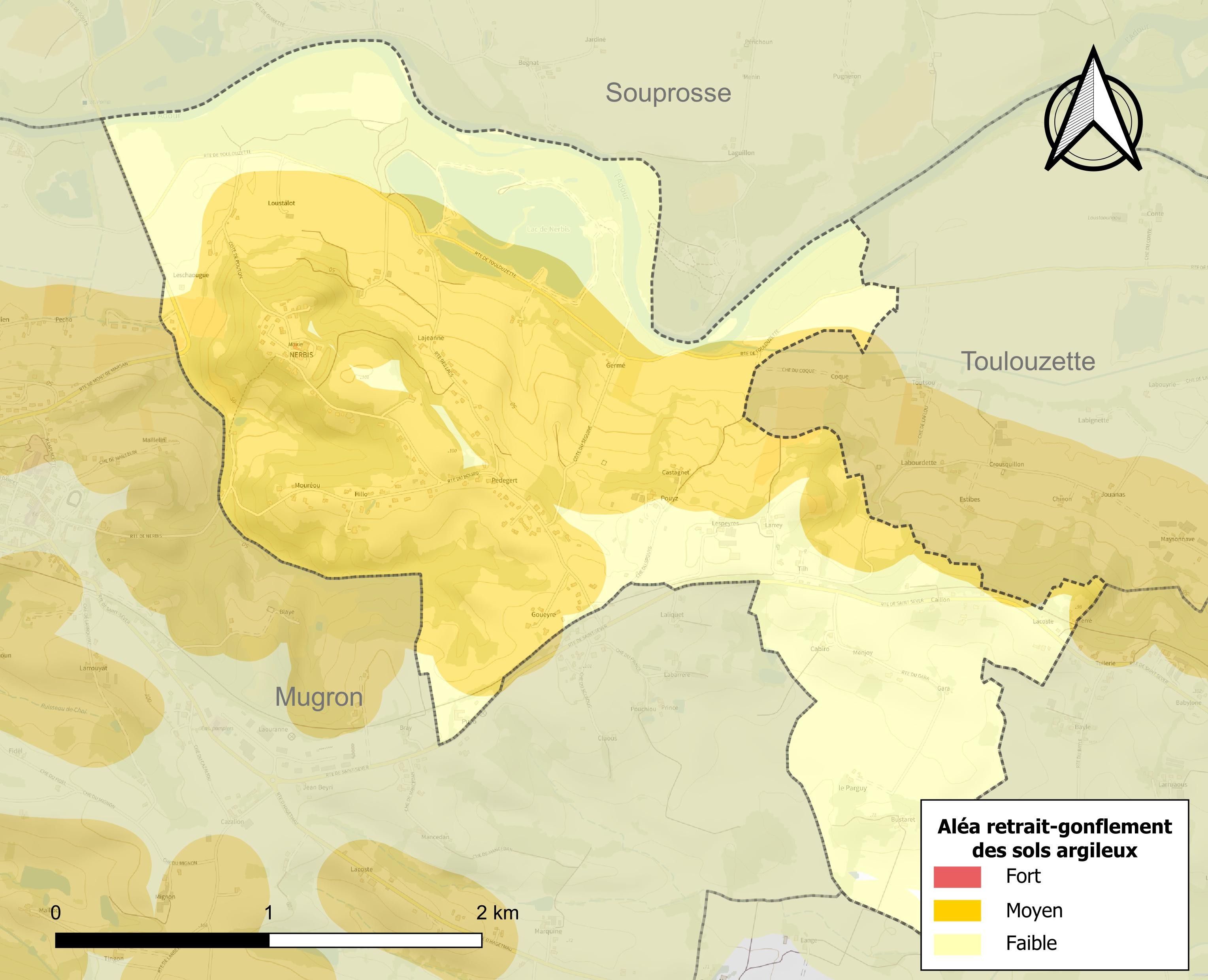
Carte des zones d'aléa retrait-gonflement des sols argileux de Nerbis.

Le retrait-gonflement des sols argileux est susceptible d'engendrer des dommages importants aux bâtiments en cas d’alternance de périodes de sécheresse et de pluie. 53,7 % de la superficie communale est en aléa moyen ou fort (19,2 % au niveau départemental et 48,5 % au niveau national). Sur les 135 bâtiments dénombrés sur la commune en 2019,  102 sont en aléa moyen ou fort, soit 76 %, à comparer aux 17 % au niveau départemental et 54 % au niveau national. Une cartographie de l'exposition du territoire national au retrait gonflement des sols argileux est disponible sur le site du BRGM,.
Concernant les mouvements de terrains, la commune a été reconnue en état de catastrophe naturelle au titre des dommages causés par la sécheresse en 1989 et par des mouvements de terrain en 1999.

## Histoire
Nerbis est un ancien camp fortifié et poste stratégique de surveillance de la navigation sur l'Adour.

### Camp romain
Le nom de Nerbis proviendrait de Nervius, centurion romain et chef de légion en Novempopulanie, correspondant peu ou prou à l’Aquitaine d’aujourd’hui. Il constituait le « camp de Nerbis », fortifié par les Romains. En effet, le rempart ou éperon barré, situé au sud-est, a été érigé au cours du Ve siècle comme ouvrage défensif, contre les invasions des barbares venus du nord. Cette fortification, appelée aujourd’hui « garde » ou « gardan » est connue de nos jours sous le nom de « muy ». Propriété privée, elle mesure 1,74 m sur 45 m et   de hauteur en moyenne. Son édification a nécessité le déplacement de quelque soixante mille mètres cubes de terre. Nous ignorons quels moyens furent utilisés, mais ce dut être un énorme chantier. Il existait déjà un oppidum tumulus depuis l’âge du bronze final (1200 – 900 av. J.-C.). Les Romains l’auraient utilisé en le renforçant.

### Moyen Âge
Dès les premiers siècles, des moines bénédictins s’installent ici et fondent un prieuré conventuel. Le monastère devait être attenant à l’église côté ouest, et le prieuré se situait à l’emplacement de la route actuelle, longeant le cimetière. Quelques vestiges subsistent : visibles dans le mur du bâtiment opposé, une fenêtre à meneaux ainsi qu’une partie de porte ogivale.
Lieu de refuge des gens d’église mais aussi de voyageurs en route vers Saint-Sever, Dax ou Bordeaux, Nerbis était également une étape pour les pèlerins suivant l’itinéraire de Vézelay vers Saint-Jacques-de-Compostelle. C’était un long cheminement qui passait par ici et qui faisait halte : hommes de toutes cultures, mais aussi des gens d’armes pas toujours bien intentionnés.

## Politique et administration
| Période                                  | Période    | Identité            | Étiquette | Qualité                        |
| ---------------------------------------- | ---------- | ------------------- | --------- | ------------------------------ |
| Les données manquantes sont à compléter. |            |                     |           |                                |
| 1945                                     | 1971       | Louis Lalanne       |           |                                |
| 1971                                     | 2007       | Michel Lalanne      | PS        |                                |
| 2007                                     | 2008       | Christian Lalanne   |           |                                |
| mars 2008                                | Avril 2020 | Bernard Pontarrasse |           | Géomètre principal du cadastre |
| avril 2020                               | En cours   | Éric Degos          |           | Ouvrier qualifié               |

## Démographie
| 1793 | 1800 | 1806 | 1821 | 1831 | 1836 | 1841 | 1846 | 1851 |
| ---- | ---- | ---- | ---- | ---- | ---- | ---- | ---- | ---- |
| 420  | 418  | 402  | 507  | 563  | 563  | 545  | 450  | 423  |

| 1856 | 1861 | 1866 | 1872 | 1876 | 1881 | 1886 | 1891 | 1896 |
| ---- | ---- | ---- | ---- | ---- | ---- | ---- | ---- | ---- |
| 429  | 401  | 404  | 392  | 386  | 379  | 338  | 326  | 328  |

| 1901 | 1906 | 1911 | 1921 | 1926 | 1931 | 1936 | 1946 | 1954 |
| ---- | ---- | ---- | ---- | ---- | ---- | ---- | ---- | ---- |
| 324  | 313  | 301  | 291  | 279  | 259  | 246  | 223  | 206  |

| 1962 | 1968 | 1975 | 1982 | 1990 | 1999 | 2006 | 2008 | 2013 |
| ---- | ---- | ---- | ---- | ---- | ---- | ---- | ---- | ---- |
| 222  | 201  | 199  | 213  | 256  | 251  | 241  | 238  | 279  |

| 2018 | 2022 | - | - | - | - | - | - | - |
| ---- | ---- | - | - | - | - | - | - | - |
| 266  | 267  | - | - | - | - | - | - | - |

## Lieux et monuments

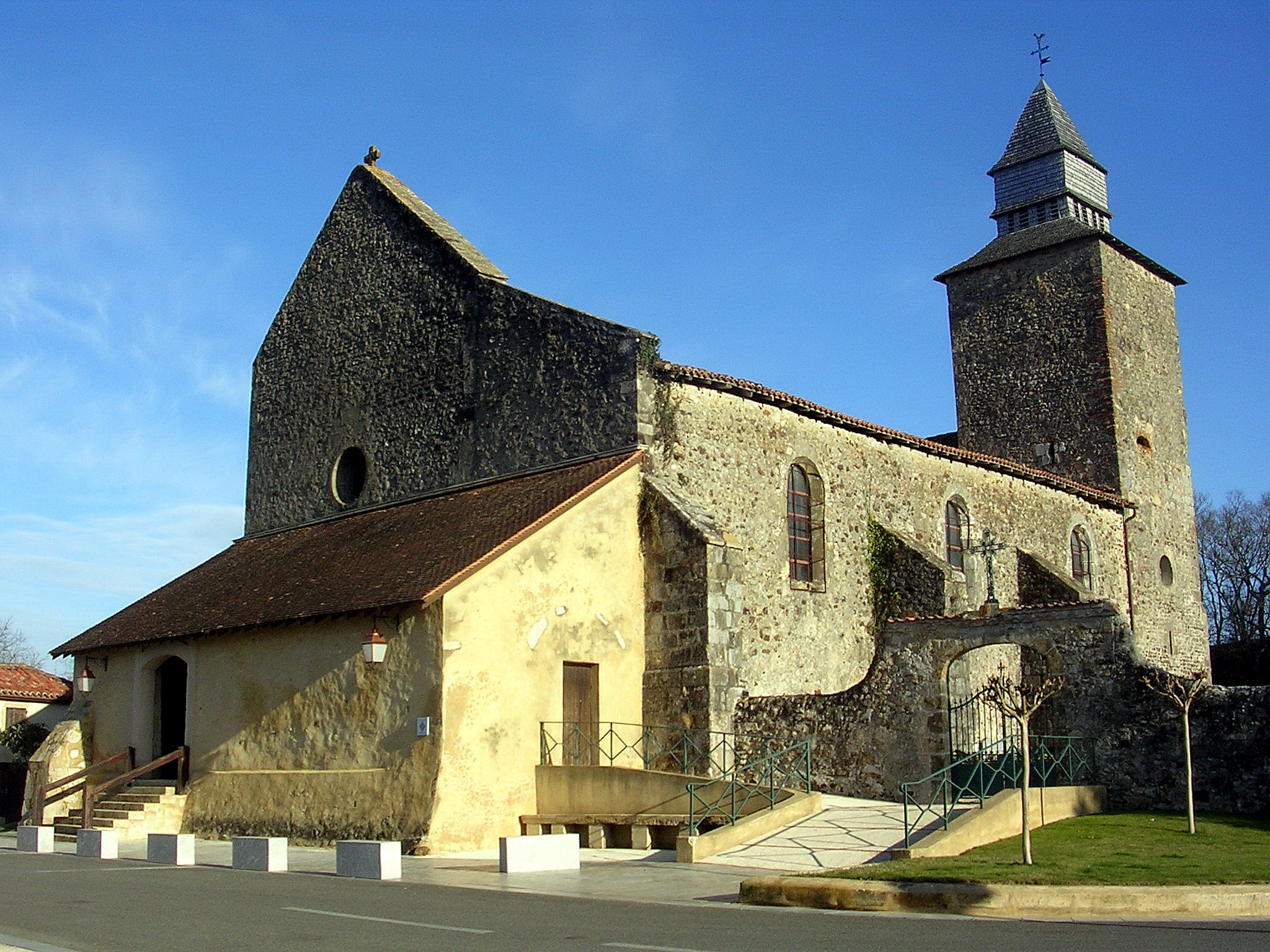
Église Saint-Pierre de Nerbis.

- Église Saint-Pierre de Nerbis.